# Río Huaco
El río Huaco es un curso de agua permanente que recorre de oeste a sureste el departamento Jáchal, en el centro norte de la provincia de San Juan, Argentina; es parte de la cuenca hidrográfica del Desaguadero. 
Nace a partir del Embalse Cauquenes, cuyo río tributario es el río de las Carretas
De su naciente, el Huaco discurre hacia el este, donde baña un espacio caracteizado por su rica entidad florística y faunística (La Ciénaga), luego discurre por un cañón, donde recibe afluentes con una importante cantidad de azufre. A continuación sus aguas ingresan al Valle de Huaco, donde es sistematizado, a partir de un dique frontal derivador, donde nace un red de canales de riego que permiten el desarrollo agrícola, en el nombrado valle. Por último el río adquiere una dirección sureste donde finaliza su curso desembocando en el Río Bermejo
El río Huaco se alimenta primariamente por el regulamiento del caudal a partir del Embalse Cauquenes, el cual le permite un curso permanente de agua todo el año.